# Візантійський хор
Візанті́йський хор — хоровий колектив у місті Утрехті (Нідерланди), заснований професором Утрехтського університету Мирославом Антоновичем 9 лютого 1951 р. Хор виконує співи до греко-католицької літургії старослов'янською мовою.

## Історія
Мирослав Антонович, що народився й виріс в Україні, очолював співи та служби в українській семінарії у Кулемборзі. Після завершення навчання, колишні семінаристи вирушили в різні країни, щоб проповідувати українцям. Таким чином хор семінаристів розпався, але попит на українську літургію в Нідерландах нікуди не зник.
З ініціативи отця А. Ґ. Сміта, Мирослав Антонович 9 лютого 1951 року заснував Утрехтський Візантійський хор. Після розміщення реклами в пресі, до хору зголосилися 22 голландців різних професій, серед них продавець овочів, студент, кухар та поліціянт. Спершу, вони вивчали репертуар та працювали над вимовою, і вже через 3 місяці відбувся перший виступ — в лікарні св. Антонія в Утрехті. Їхні виступи познайомили сотні парафій у Нідерландах з обрядами греко-католицької церкви.
Незабаром хор розширив свій репертуар і окрім релігійних, став виконувати козацькі та народні пісні.
У 1991 році Антонович відійшов від керівництва хором. Від 1992 року керівником хору був Григорій Саролея. З 2017 року хором диригує випускниця консерваторії у місті Тілбург Ірина Горванко.

## Гастролі
Хор активно гастролює як Нідерландами, так і по всьому світу. Хор, зокрема, відвідував з виступами Німеччину, Францію, Угорщину, Бельгію, Канаду, США, Італію та Україну. Зокрема, хор виступав у Вестмінстерському абатстві в Лондоні та у соборі Паризької Богоматері.
Під час Всесвітньої виставки 1958 року в Брюсселі, хор виконав Великодню літургію у повному обсязі.
16 жовтня 1959 року хор виступив у базиліці святого Петра перед Папою Іваном XXIII. Після виступу Папа виголосив коротку промову, в якій, зокрема, сказав:
|              | Всі народи співають славу Господу Богу. Одні народи співають радісно, а інші зажурено. Український народ співає із сумом, бо його церкву руйнують. Однак, як Христос помер і воскрес, так і [українська] церква торжествуватиме! |
| — Іван XXIII | |

У 1988 році хор знову виступав у базиліці святого Петра, на цей раз під час святкування 1000-ліття Християнства в Україні.
У вересні 1990 року Візантійський хор здійснив концертний тур Україною.
У 2008 році хор виступав у соборі святого Юра у Львові.
У 2017 році хор повторно здійснив турне Західною Україною до 100-річчя від дня народження Мирослава Антоновича.